# Seijalvo
Seijalvo (llamada oficialmente San Breixo de Seixalbo) es una parroquia y un lugar del municipio español de Orense, en la provincia de Orense, Galicia.

## Toponimia
La parroquia también es conocida por el nombre de San Verísimo de Seixalvo.

## Localización
Es fácil llegar a él desde la ciudad, simplemente se debe salir por la arteria sur principal de Orense, la Avenida de Zamora. Apenas un kilómetro después de abandonar zona urbana, y ya en la carretera OU-105 (antigua N-525) se encuentra la primera de las tres entradas (todas ellas desde la carretera) de las que dispone el núcleo rural.

## Organización territorial
La parroquia está formada por diez entidades de población, constando cinco de ellas en el nomenclátor del Instituto Nacional de Estadística español:
- Bemposta
- Curuxeiras (As Curuxeiras)
- El Cumial (O Cumial)
- Lanza Carreira
- Penouzos
- Porteiro de Abaixo
- Seixalvo (Seixalbo)
- Soutoverde
- Tenencia de Zaín
- Zaín

## Demografía

### Parroquia
| Gráfica de evolución demográfica de Seijalvo (parroquia) entre 2000 y 2023 |
|                                                                            |
| Datos según el nomenclátor publicado por el INE.                           |

### Lugar
| Gráfica de evolución demográfica de Seixalvo (lugar) entre 2000 y 2023 |
|                                                                        |
| Datos según el nomenclátor publicado por el INE.                       |

## Patrimonio
Por el centro del núcleo rural pasa el Camino de Santiago, más concretamente la llamada Vía de la Plata en su etapa entre Junquera de Ambía y Orense. En 1927 se descubrió en la iglesia parroquial la Virgen de Seixalbo, talla románica hoy conservada en el Museo Catedralicio.

## Festividades
La primera fiesta del año es en honor a Santa Águeda y se celebra en el mes de febrero. Se celebra una misa en la capilla dedicada a la Santa y se organizan pasacalles y bailes.
La segunda fiesta del año es el carnaval, que cuenta con varias etapas:
- 1 - Presentación de Paquita y Nicanor, los muñecos vestidos por un vecino se exhiben en un balcón de la plaza mayor.
- 2 - Domingo Oleiro, los niños destrozan piñatas y los mayores juegan con las llamadas olas hasta que todas se rompen.
- 3 - Domingo y martes carnaval.
- 4 - Entierro de la sardina.

Por último, en el verano, se celebra San Juan con las tradicionales fogatas y amenizado con orquestas y baile.